# Fuente de los Tritones (La Valeta)
La Fuente de los Tritones (en maltés: Il-Funtana tat-Tritoni) es una fuente situada frente a la Puerta de La Valeta, Malta. Consta de tres tritones de bronce que sostienen un cuenco de gran tamaño, equilibrado sobre una base concéntrica construida con cemente y arcilla en tableros de travertino. La fuente es una de los símbolos modernistas más importantes de Malta.
Diseñado y construido entre 1952 y 1959 bajo la tutela de no menos de tres instituciones y ejecucado por el famoso escultor y caballero Vincent Apap y su colaborador delineante Victor Anastasi, la fuente comenzó a funcionar de forma inoficial el sábado 16 de mayo de 1959. La fuente se utilizó escenario de celebraciones nacionales denominadas 'Mill-Maltin għall-Maltin', lo que se cree fue el motivo de su dramático derrumbamiento el 1 de marzo de 1978.  
La reparación del grupo escultórico corrió a cargo de ingenieros de la Malta Drydocks entre enero de 1986 y abril de 1987. Se aprovecharon estas obras para añadir al conjunto a de tres gaviotas y algas (también obra de Vincent Apap), lo que restó protagonismo a las gigantescas figuras de los tritones.
La fuente se fue deteriorando con los años por lo que las figuras de bronces fueron desmanteladas y restauradas en 2017. Los trabajos finalizaron al final del año, y la fuente y la plaza se inauguración oficialmente inaugurado el 12 de enero de 2018.

## Galería de imágenes

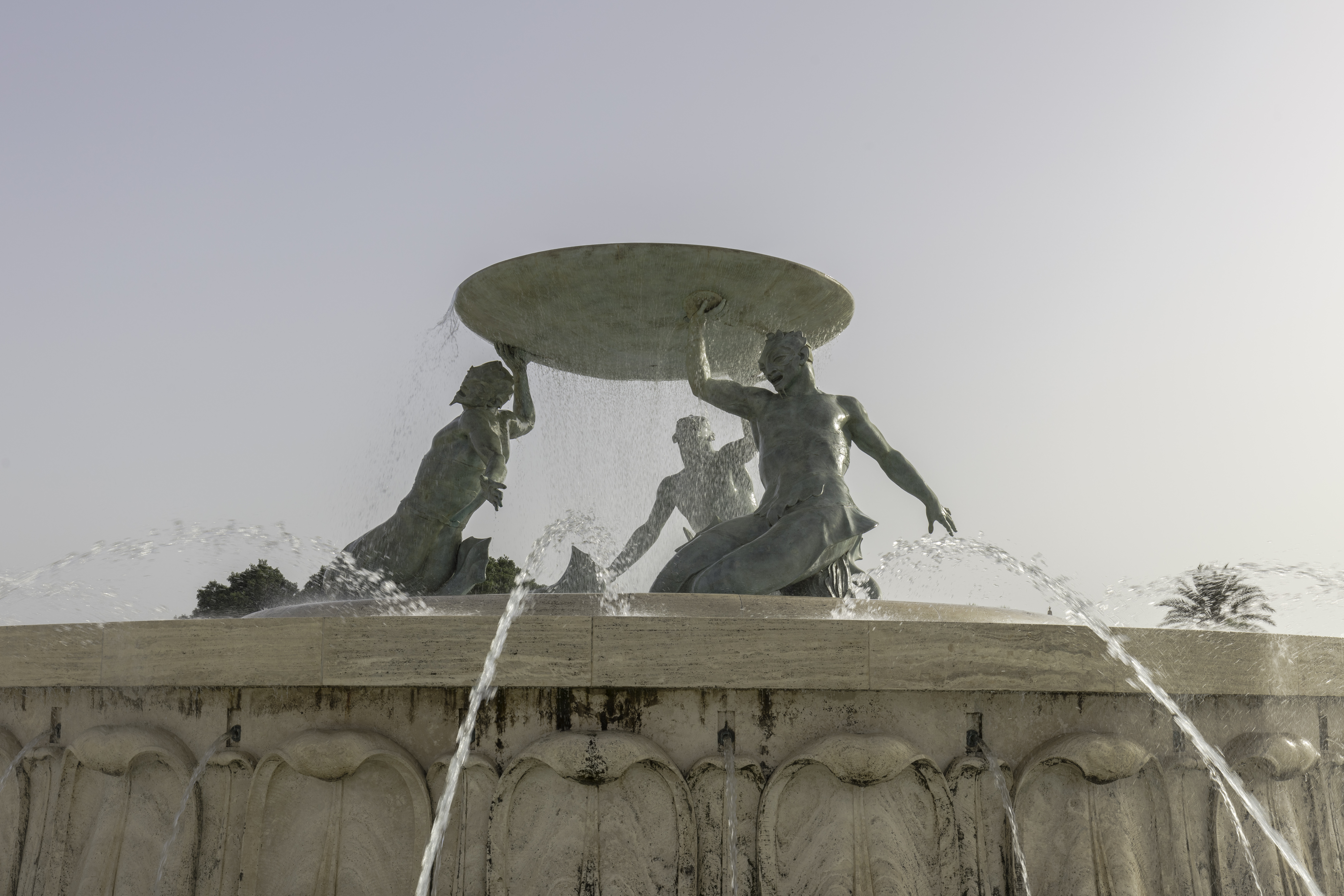
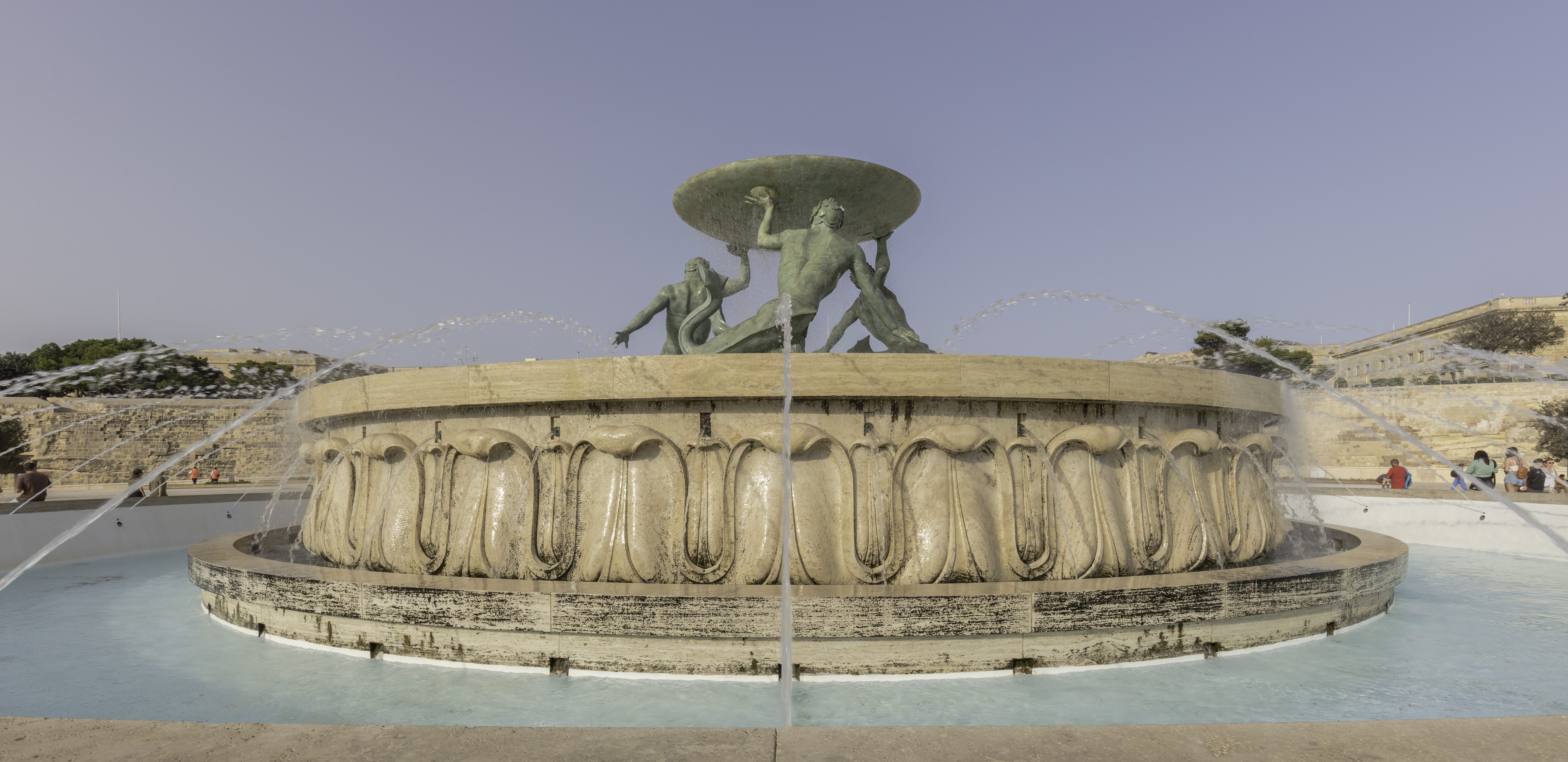
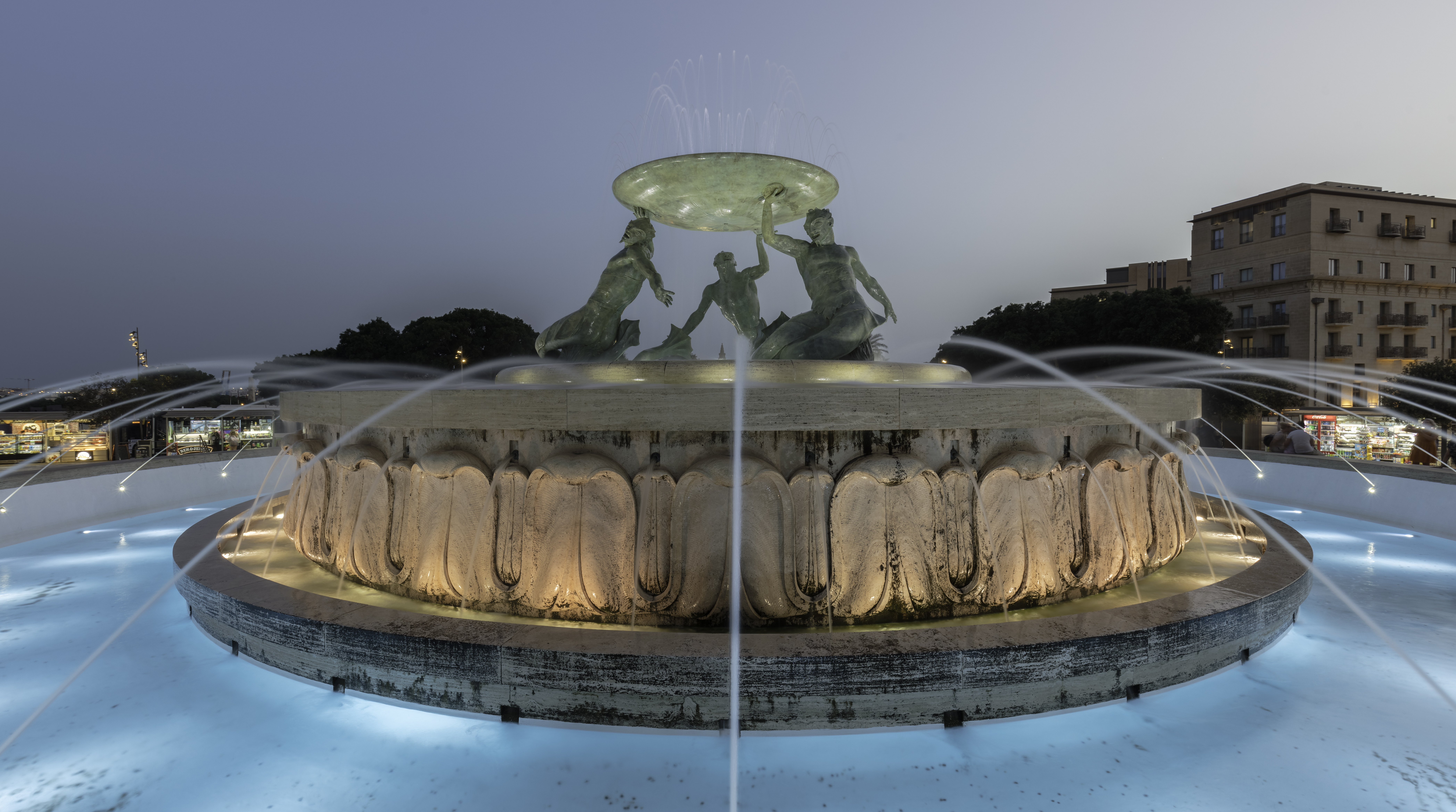
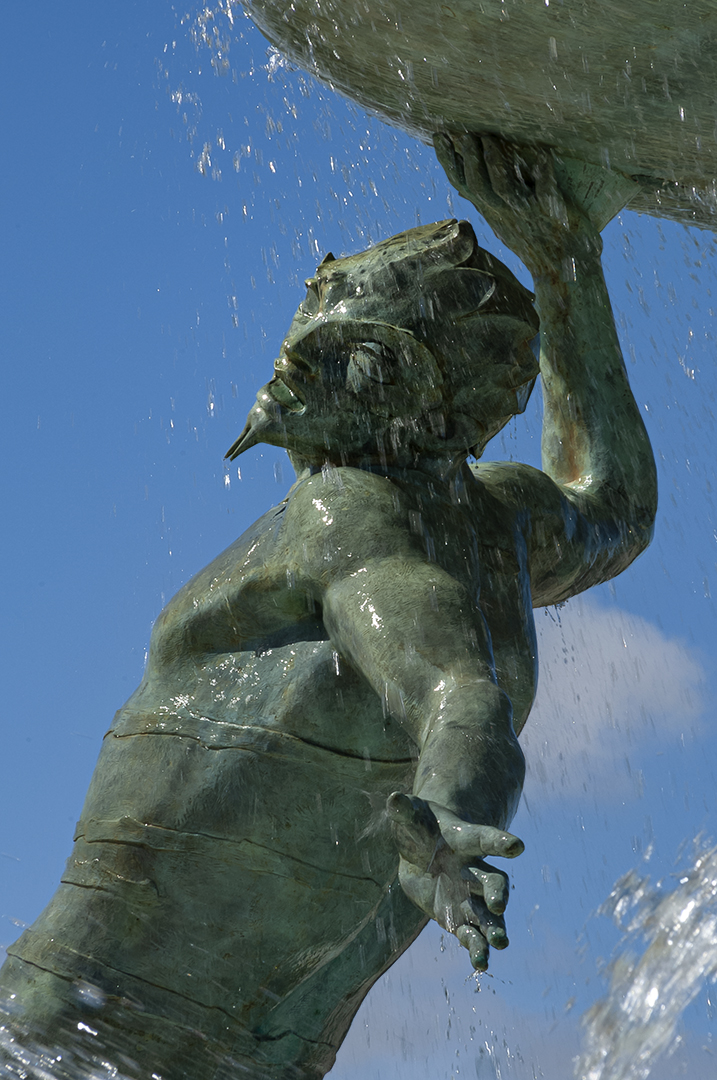
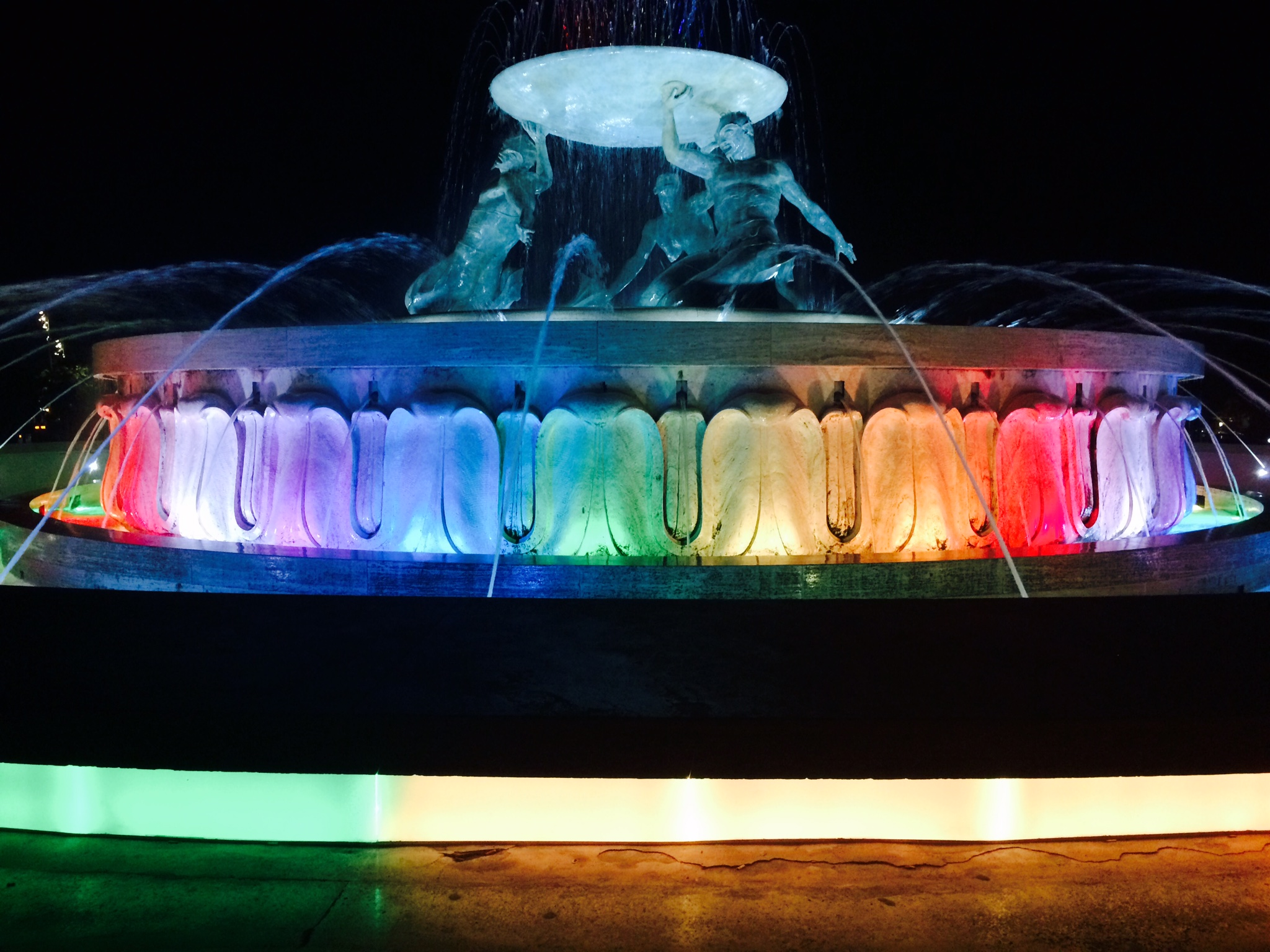